# Salvatore Satta
Salvatore Satta (Nuoro, Sardenha, 9 de agosto de 1902 — Roma, 19 de abril de 1975) foi um escritor e jurista italiano, professor universitário, autor da grande narração póstuma Il giorno del giudizio (1975) e de diversas obras na área de direito processual civil.

## Ensaios
- Contributo alla dottrina dell'arbitrato, Milano, Giuffrè, 1932.
- La rivendita forzata, Milano, Giuffrè, 1933.
- L'esecuzione forzata, Milano, Giuffrè, 1937.
- Teoria e pratica del processo, Milano, Giuffrè, 1940.
- Guida pratica per il nuovo processo civile italiano, Milano, Giuffrè, 1941.
- Manuale di diritto processuale civile, Padova, Cedam, 1948.
- Istituzioni di diritto fallimentare, Roma, Società Editrice del "Foro Italiano", 1948.
- Diritto processuale civile, 1948.
- Commentario al codice di procedura civile, Milano, Vallardi, 1959-71.
- Soliloqui e colloqui di un giurista, Padova, Cedam, 1968.
- Quaderni del diritto e del processo civile, 1969-73.
- Diritto fallimentare, 1974.
- Il mistero del processo, Milano, Adelphi, 1994.

### Romances
- De profundis, Padova, Cedam, 1948 -Milano, 1980 - Nuoro, 2003.
- Il giorno del giudizio, Padova, Cedam, 1977. 1978. -Adelphi, Milano,  1979. 1990.- Milano, Euroclub, 1979.-Gruppo Editoriale Fabbri-Bompiani-Sonzogno-Etas, 1982.
- La veranda, Milano, Adelphi, 1981. - Milano, Euroclub, 1982. Ilisso, 2002.